# George Peabody
George Peabody (South Danvers, actual Peabody en su honor, Massachusetts, USA; 18 de febrero de 1795 - Londres, Inglaterra; 4 de noviembre de 1869) fue un financiero, banquero, empresario, esclavista y escritor anglo-estadounidense, ampliamente reconocido como el padre de la «filantropía moderna» por favorecer con su fortuna la investigación y desarrollo de la educación para los más desfavorecidos.

## Biografía
Nació en una familia muy pobre y numerosa de Massachusetts. A los once años debió abandonar la escuela, para iniciar su trabajo en el comercio textil, donde destacó por sus habilidades atendiendo al público con cortesía y aprendiendo el manejo contable, de manera que a los quince años se independiza con su propio negocio, también en el ámbito del comercio textil (dry goods) y posteriormente en la banca, expandiendo ambos negocios hasta Inglaterra, a donde viaja por primera vez en 1826. En 1837 se muda a Londres, entonces la capital del mundo financiero, donde alcanzó notoriedad como banquero estadounidense y ayudó a crear una línea internacional de créditos para la joven nación. Al no tener hijos que pudieran continuar sus negocios, en 1854 seleccionó como socio a Junius Spencer Morgan, quien continuó su negocio, que pasó a ser J.S. Morgan & Co., luego del retiro de Peabody en 1864. En Estados Unidos George Peabody fundó y apoyó numerosas instituciones, como el Fondo Educativo Peabody con 3,5 millones de dólares para “alentar la educación intelectual, moral e industrial de los niños indigentes de los Estados del Sur”. Pero su mayor obra de beneficencia fue para Baltimore; la ciudad en la que logró su primer éxito empresarial y financiero.
Entre sus majestuosas obras en Baltimore destaca la biblioteca George Peabody, anteriormente conocida como la biblioteca del Instituto Peabody y que hoy pertenece a la Universidad Johns Hopkins.
En abril de 1862 Peabody estableció el Fondo de Donación Peabody, en la actualidad Peabody Trust, para proporcionar viviendas de calidad para los “artesanos y trabajadores pobres de Londres”.
Peabody, quien nunca se casó, ayudó a sufragar los gastos de la educación de su sobrino, O. C. Marsh, licenciado en Artes por la Universidad de Yale en 1860. Tal vez por ese hecho, el ya reconocido filántropo donó 150,000 libras en 1866 para establecer el Museo de Historia Natural Peabody de Yale y ese mismo año le dio idéntica cantidad a Harvard para fundar el Museo Peabody de Arqueología y Etnología.
Su filantropía le generó todo tipo de admiradores y reconocimientos durante sus últimos años de vida. Fue elogiado por figuras europeas como William Ewart Gladstone, por el autor Victor Hugo y hasta la reina Victoria le ofreció un título de barón que Peabody rechazó.  
En 1854, el explorador del Ártico Elisha Kane nombró el canal de la costa noroeste de Groenlandia Peabody Bay, en honor del patrocinador de la expedición.
Fue nombrado Hombre Libre de la Ciudad de Londres por su contribución financiera a los pobres en julio de 1862, y se convirtió en el primero de los dos únicos estadounidenses, junto a Eisenhower, en recibir este reconocimiento.
El 16 de marzo de 1867 fue galardonado con la Medalla de Oro del Congreso de los Estados Unidos, por su contribución al desarrollo del país, a través de la educación. En esos años también recibió 2 nombramientos de doctor honoris causa, uno de la Universidad de Harvard y otro por la Universidad de Oxford.
En sus últimos años, fue mundialmente aclamado por su filantropía. Creó Peabody Trust en el Reino Unido. Además el Peabody Institute y la George Peabody Library en Baltimore, siendo el responsable de otras actividades caritativas.
Peabody, que padecía artritis reumatoide y gota desde hacía varios años, murió en Londres el 4 de noviembre de 1869.  Su cuerpo recibió el inusual honor de un entierro temporal en la Abadía de Westminster, para ser después trasladado, según sus deseos, a su lugar de nacimiento ya rebautizado como Peabody, Massachusetts.